# Haucourt (Oise)
Pour les articles homonymes, voir Haucourt.
Haucourt est une commune française située dans le département de l'Oise en région Hauts-de-France.

## Géographie

### Description
Haucourt est  un village picard rural de la vallée du Thérain situé dans la Picardie Verte, une sous-entité du Plateau Picard, l'une des grandes régions naturelles du département de l'Oise.
Il est situé à 14 km à vol d'oiseau au nord-ouest de Beauvais, 29 km au nord-est de Gisors, 15 km à l'est de Gournay-en-Bray et 60 km de Rouen, et 50 km au sud-ouest d'Amiens.
En 1836, Louis Graves décrivait le territoire communal comme « bordé au nord par la rivière du Thérain près de laquelle le chef-lieu est bâti ; un vallon le divise du sud-ouest au nord-est ».

### Communes limitrophes
Les communes limitrophes sont  Bonnières, Crillon, Glatigny et Lhéraule.
| Crillon  |          |           |
|          | Haucourt | Bonnières |
| Glatigny | Lhéraule |           |

### Géologie et relief
La commune s'étage entre la cote NGF 86 mètres, en fond de vallée au nord-est du territoire, et la cote 181 mètres sur le
plateau, au sud, dans le bois des Demoiselles, soit une dénivellation de 95 m., importante pour une commune dont le territoire est de taille modeste.
On y observe : 
- Le plateau agricole de la Picardie Verte, avec une altitude moyenne de 150 mètres, avec une déclivité sud-ouest/nord-est marquée au centre par une vallée sèche venant entailler le plateau de façon perpendiculaire à la vallée du Thérain ;
- La vallée du Thérain avec une altitude moyenne de 90 mètres ;

Le sud du territoire communal se trouve en limite basse de la cuesta du Pays de Bray. Globalement, le plateau est assis sur un soubassement crayeux surmonté de limon des plateaux ou de limon sableux, le premier propice à l'agriculture, le second aux forêts, et les vallées actives sont occupées par des alluvions constituées de matériaux
transportés par l'eau.

### Hydrographie

#### Réseau hydrographique
La commune est située dans le bassin Seine-Normandie. Elle est drainée par le Thérain et divers bras du Thérain,,.
Le Thérain, d'une longueur de 94 km, prend sa source dans la commune de Gaillefontaine et se jette  dans l'Oise à Saint-Leu-d'Esserent, après avoir traversé 43 communes. Les caractéristiques hydrologiques du Thérain sont données par la station hydrologique située sur la commune de Bonnières. Le débit moyen mensuel est de 1,61 m3/s. Le débit moyen journalier maximum est de 7,82 m3/s, atteint lors de la crue du 31 janvier 2021. Le débit instantané maximal est quant à lui de 8,13 m3/s, atteint le même jour.

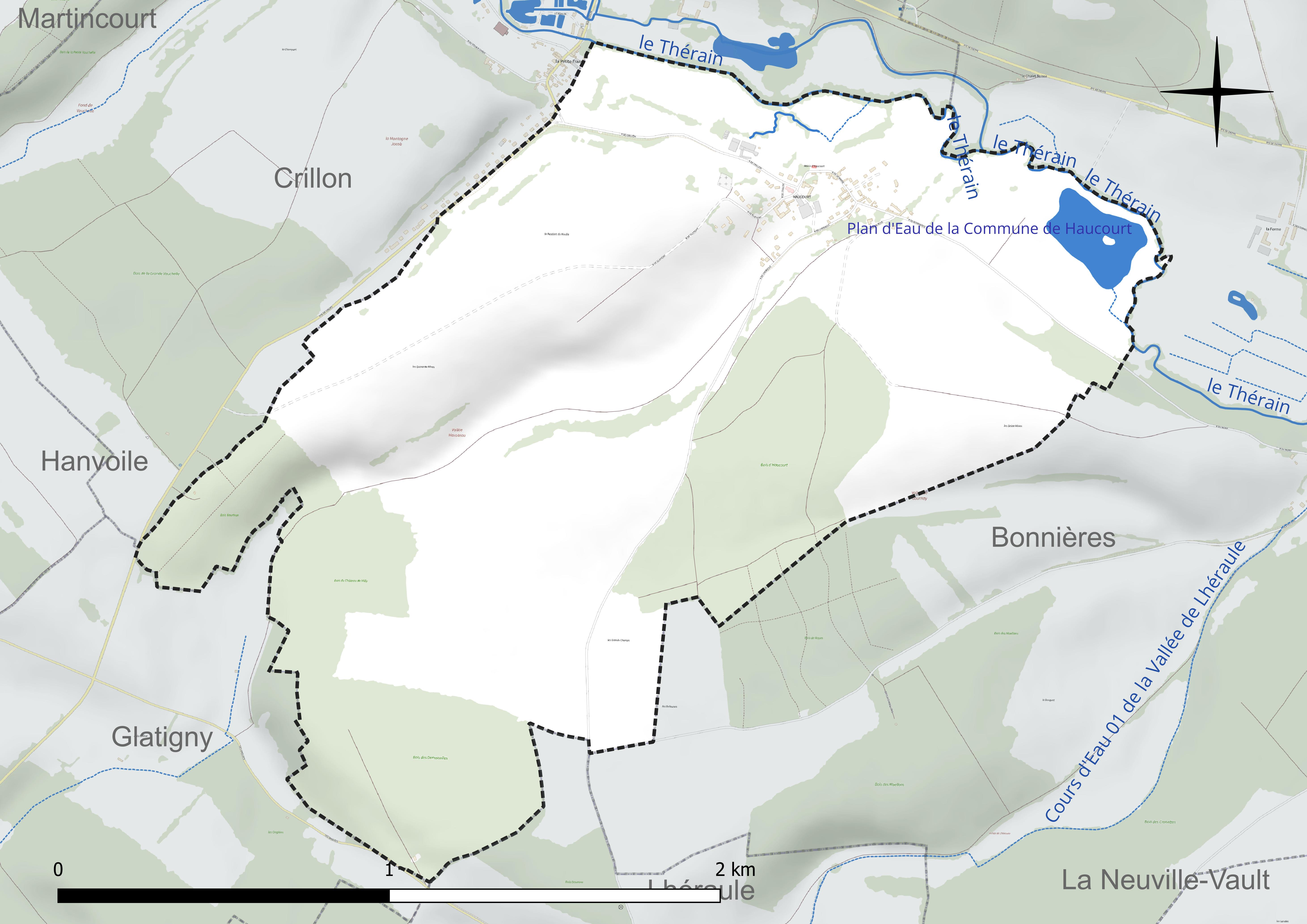
Réseau hydrographique d'Haucourt.

Un plan d'eau complète le réseau hydrographique : le plan d'eau de la commune de Haucourt (4,8 ha),.

#### Gestion et qualité des eaux
Le territoire communal est couvert par le schéma d'aménagement et de gestion des eaux (SAGE) « Sensée ». Ce document de planification concerne un territoire de 1 219 km2 de superficie, délimité par le bassin versant du Thérain. Le périmètre a été arrêté le 27 janvier 2023 et le SAGE proprement dit est, en 2024, en cours d'élaboration. La structure porteuse de l'élaboration et de la mise en œuvre est le syndicat intercommunal de la Vallée du Thérain (SIVT).
La qualité des cours d'eau peut être consultée sur un site dédié géré par les agences de l'eau et l'Agence française pour la biodiversité.

### Climat
Pour des articles plus généraux, voir Climat des Hauts-de-France et Climat de l'Oise.
En 2010, le climat de la commune est de type climat océanique dégradé des plaines du Centre et du Nord, selon une étude du CNRS s'appuyant sur une série de données couvrant la période 1971-2000. En 2020, Météo-France publie une typologie des climats de la France métropolitaine dans laquelle la commune est exposée à un climat océanique et est dans la région climatique Nord-est du bassin Parisien, caractérisée par un ensoleillement médiocre, une pluviométrie moyenne régulièrement répartie au cours de l'année et un hiver froid (3 °C).
Pour la période 1971-2000, la température annuelle moyenne est de 10,4 °C, avec une amplitude thermique annuelle de 14,1 °C. Le cumul annuel moyen de précipitations est de 748 mm, avec 11,9 jours de précipitations en janvier et 8,2 jours en juillet. Pour la période 1991-2020, la température moyenne annuelle observée sur la station météorologique la plus proche, située sur la commune de Tillé à 14 km à vol d'oiseau, est de 11,0 °C et le cumul annuel moyen de précipitations est de 655,5 mm,. Pour l'avenir, les paramètres climatiques de la commune estimés pour 2050 selon différents scénarios d'émission de gaz à effet de serre sont consultables sur un site dédié publié par Météo-France en novembre 2022.

### Paysages
Haucourt se trouve à limite entre la Picardie Verte et le Pays de Bray, avec le plateau marqué par la grande culture, notamment céréalière, avec quelques vallons secs animant le paysage, le vallon  dont le versant ouest, plus abrupt, est consacré aux prairies et pâtures, et le versant est à la culture. Le centre du vallon est boisé, ainsi que les espaces constituant  le bois d'Haucourt et le bois des Demoiselles.
La vallée du Thérain est caractérisée par la présence de prairies, vergers et pâtures, où un étang artificiel a été aménagé. Les haies, arbres isolés, pièces boisées, donnent une ambiance bocagère à la vallée.

### Milieux naturels et biodiversité
La commune bénéficie de secteurs de biodiversité importante, et est concernée par des  présente de zones naturelles d'intérêt écologique faunistique et floristique (ZNIEFF) : 
- deux ZNIEFF de type I (secteur de grand intérêt biologique ou écologique) constituées : 
  - du bois des Croisettes et du bois d'Haucourt, qui sont des milieux de type montagnard (pelouses sèches et boisements), où l'on peut observer des espèces d'orchidées et la bois-gentil pour la flore ainsi que des rapaces et le pouillot siffleur pour la faune.
  - du cours du Thérain en amont d'Herchies et des rus de l'Herboval et de l'Herperie. Il s'agit de milieux aquatiques, de prairies humides et de bocages qui constituent une zone d'habitat remarquable pour une faune et une flore d'un grand intérêt patrimonial.
- Une ZNIEFF de type II (grands ensembles naturels riches offrant des potentialités biologiques importantes) qui s'étend sur tout le territoire communal, au titre de la vallée du Thérain et du petit Thérain en amont de Troissereux[CC 4].

## Urbanisme

### Typologie
Au 1er janvier 2024, Haucourt est catégorisée commune rurale à habitat dispersé, selon la nouvelle grille communale de densité à sept niveaux définie par l'Insee en 2022.
Elle est située hors unité urbaine. Par ailleurs la commune fait partie de l'aire d'attraction de Beauvais, dont elle est une commune de la couronne,. Cette aire, qui regroupe 162 communes, est catégorisée dans les aires de 50 000 à moins de 200 000 habitants,.

### Occupation des sols

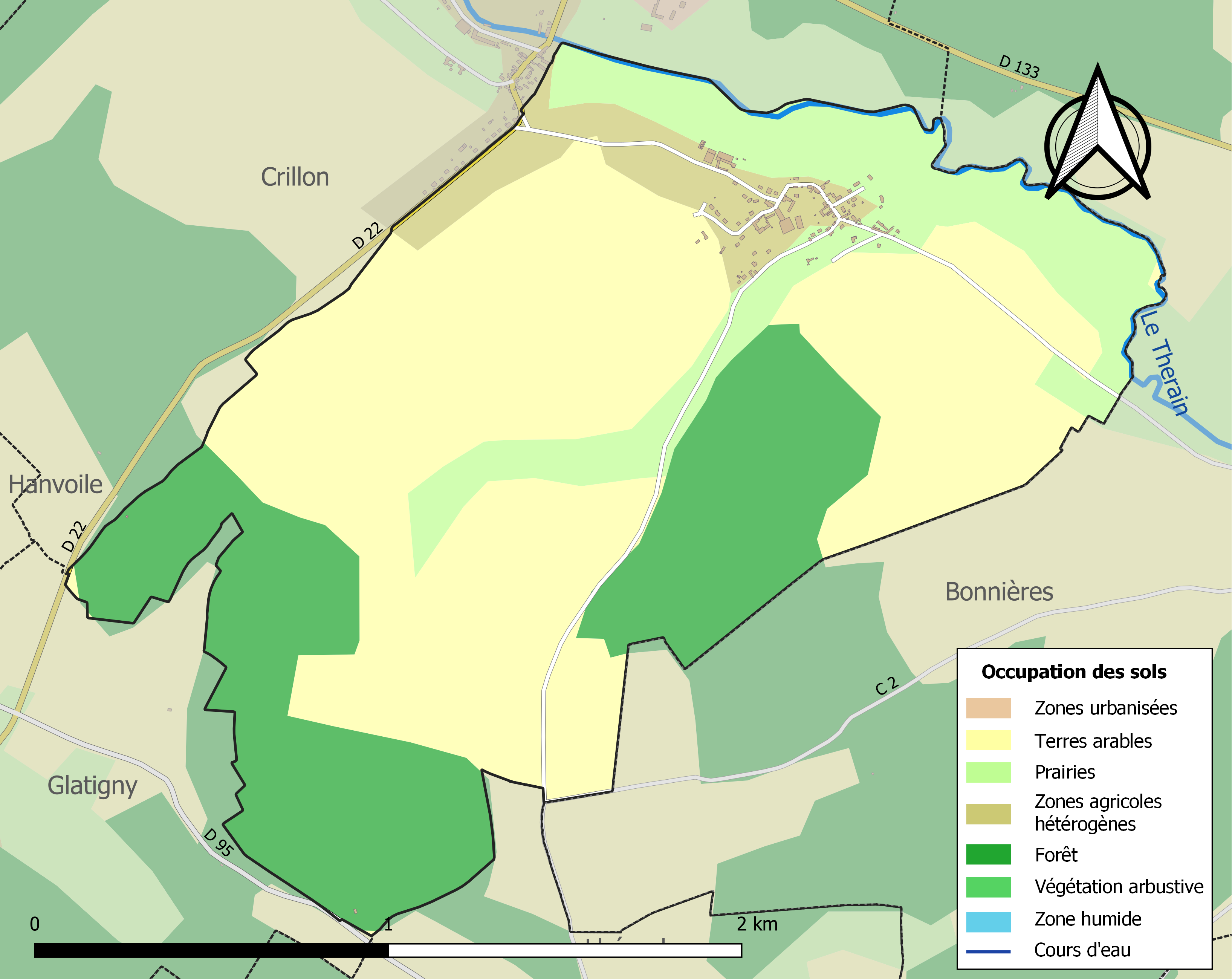
Carte des infrastructures et de l'occupation des sols de la commune en 2018 (CLC).

L'occupation des sols de la commune, telle qu'elle ressort de la base de données européenne d'occupation biophysique des sols Corine Land Cover (CLC), est marquée par l'importance des territoires agricoles (72,2 % en 2018), une proportion identique à celle de 1990 (72,2 %). La répartition détaillée en 2018 est la suivante : 
terres arables (51,4 %), forêts (27,8 %), prairies (15,3 %), zones agricoles hétérogènes (5,5 %). L'évolution de l'occupation des sols de la commune et de ses infrastructures peut être observée sur les différentes représentations cartographiques du territoire : la carte de Cassini (XVIIIe siècle), la carte d'état-major (1820-1866) et les cartes ou photos aériennes de l'IGN pour la période actuelle (1950 à aujourd'hui).

### Lieux-dits, hameaux et écarts
La commune est dépourvue de hameaux ou d'écarts, le hameau de la Petite France, certes limitrophe d'Haucourt, étant situé à Crillon.

### Habitat et logement
En 2018, le nombre total de logements dans la commune était de 59, alors qu'il était de 57 en 2013 et de 51 en 2008.
Parmi ces logements, 94,9 % étaient des résidences principales, 3,4 % des résidences secondaires et 1,7 % des logements vacants. Ces logements étaient pour 100 % d'entre eux des maisons individuelles et pour 0 % des appartements.
Le tableau ci-dessous présente la typologie des logements à Haucourt en 2018 en comparaison avec celle de l'Oise et de la France entière. Une caractéristique marquante du parc de logements est ainsi une proportion de résidences secondaires et logements occasionnels (3,4 %) supérieure à celle du département (2,5 %) mais  à celle de la France entière (9,7 %). Concernant le statut d'occupation de ces logements, 96,4 % des habitants de la commune sont propriétaires de leur logement (98 % en 2013), contre 61,4 % pour l'Oise et 57,5 % pour la France entière.
| Typologie                                               | Haucourt | Oise | France entière |
| ------------------------------------------------------- | -------- | ---- | -------------- |
| Résidences principales (en %)                           | 94,9     | 90,4 | 82,1           |
| Résidences secondaires et logements occasionnels (en %) | 3,4      | 2,5  | 9,7            |
| Logements vacants (en %)                                | 1,7      | 7,1  | 8,2            |

### Voies de communication et transports
La commune est traversée par deux voies départementales localisées en limites communales : la RD 95 reliant Gerberoy à Lhéraule et la RD 22 reliant Marseille-en-Beauvaisis à Gisors. Elle se également accessible depuis la RD 133 reliant Beauvais à Songeons, en traversant le Thérain à Crillon ou à Bonnières.
La commune est desservie, en 2023, par les lignes 612 et 6104 du réseau interurbain de l'Oise.

## Toponymie
La localité est attestée sous les noms de Haulcourt, Haucourt-sous-Caigny, Hocourt, Houcort et Hoocort en 1200,  Haucourt-Lhéraule (Haldulficurtis, Hovecurtis).
En 1793, la commune porte le nom révolutionnaire de Gerbe.

## Histoire

### Ancien Régime
Sous l'Ancien Régime, Haucourt était compris dans le duché de Boufflers et dans le marquisat de Saisseval. Une partie du territoire relevait du vidamé de Gerberoy, et l'autre du comté de Beauvais. En 1037,  Hilon, châtelain de Beauvais, donne les cures d'Haucourt et d'Hanvoile
à la collégiale de saint Berthelemy

### Époque contemporaine
La commune, instituée par la Révolution française est perd en 1835 une partie de son territoire qui devient la nouvelle commune de Lhéraule.
En 1836, la commune est propriétaire du presbytère, d'une école, ainsi que de quelques terres labourables. Les habitants vivaient de l'agriculture ainsi que du tissage d'étoffes de laine.

## Politique et administration

### Rattachements administratifs et électoraux

#### Rattachements administratifs
La commune se trouve dans l'arrondissement de Beauvais du département de l'Oise.
Elle faisait partie depuis 1802 du canton de Songeons. Dans le cadre du redécoupage cantonal de 2014 en France, cette circonscription administrative territoriale a disparu, et le canton n'est plus qu'une circonscription électorale.

#### Rattachements électoraux
Pour les élections départementales, la commune fait partie depuis 2014 du canton de Grandvilliers
Pour l'élection des députés, elle fait partie de la deuxième circonscription de l'Oise.

### Intercommunalité
Haucourt est membre de la communauté de communes de la Picardie Verte, un établissement public de coopération intercommunale (EPCI) à fiscalité propre créé fin 1996 et auquel la commune a transféré un certain nombre de ses compétences, dans les conditions déterminées par le code général des collectivités territoriales.

### Liste des maires
| Période                                  | Période                        | Identité        | Étiquette | Qualité                                 |
| ---------------------------------------- | ------------------------------ | --------------- | --------- | --------------------------------------- |
| Les données manquantes sont à compléter. |                                |                 |           |                                         |
|                                          |                                |                 |           |                                         |
| avant 1981                               |                                | Denis Proaskat  |           |                                         |
|                                          |                                |                 |           |                                         |
| mars 2001                                | mars 2008                      | Laurent Inglard |           |                                         |
| mars 2008                                | 2014                           | Évelyne Benard  |           |                                         |
| 2014                                     | En cours (au 7 septembre 2014) | Laurent Inglard |           | Artisan Rééélu pour le mandat 2020-2026 |

## Équipements et services publics

### Eau et déchets
L'adduction en eau potable est réalisée en 2007 depuis un captage situé à Martincourt par le syndicat intercommunal des eaux de l'agglomération beauvaisienne au moyen d'une conduite de 150 mm via le hameau de la Petite France. La défense incendie est assurée au moyen d'une conduite de 350 mm qui n'est pas utilisée pour desservir le village en eau potable.
L'assainissement des eaux usées est réalisée pour chaque propriété par des dispositifs d'assainissement non collectif, malgré la proximité du Thérain.

### Enseignement
Les enfants de la commune sont scolarisés avec ceux de Crillon,  Martincourt et Vrocourt dans le cadre d'un regroupement pédagogique concentré situé à Crillon et doté d'un accueil périscolaire et d'une cantine.

## Population et société

### Démographie

#### Évolution démographique
L'évolution du nombre d'habitants est connue à travers les recensements de la population effectués dans la commune depuis 1793. Pour les communes de moins de 10 000 habitants, une enquête de recensement portant sur toute la population est réalisée tous les cinq ans, les populations de référence des années intermédiaires étant quant à elles estimées par interpolation ou extrapolation. Pour la commune, le premier recensement exhaustif entrant dans le cadre du nouveau dispositif a été réalisé en 2008.

En 2022, la commune comptait 132 habitants, en évolution de −3,65 % par rapport à 2016 (Oise : +0,87 %, France hors Mayotte : +2,11 %).
| 1793 | 1800 | 1806 | 1821 | 1831 | 1836 | 1841 | 1846 | 1851 |
| ---- | ---- | ---- | ---- | ---- | ---- | ---- | ---- | ---- |
| 397  | 421  | 459  | 428  | 432  | 162  | 156  | 151  | 154  |

| 1856 | 1861 | 1866 | 1872 | 1876 | 1881 | 1886 | 1891 | 1896 |
| ---- | ---- | ---- | ---- | ---- | ---- | ---- | ---- | ---- |
| 145  | 124  | 136  | 111  | 93   | 89   | 102  | 89   | 84   |

| 1901 | 1906 | 1911 | 1921 | 1926 | 1931 | 1936 | 1946 | 1954 |
| ---- | ---- | ---- | ---- | ---- | ---- | ---- | ---- | ---- |
| 79   | 94   | 88   | 63   | 59   | 72   | 68   | 78   | 72   |

| 1962 | 1968 | 1975 | 1982 | 1990 | 1999 | 2006 | 2008 | 2013 |
| ---- | ---- | ---- | ---- | ---- | ---- | ---- | ---- | ---- |
| 96   | 62   | 76   | 76   | 118  | 128  | 139  | 142  | 141  |

| 2018 | 2022 | - | - | - | - | - | - | - |
| ---- | ---- | - | - | - | - | - | - | - |
| 139  | 132  | - | - | - | - | - | - | - |

La chute démographique constatée entre 1831 et 1836 correspond aux conséquences de la transformation du hameau de Lhéraule en communje, intervenue en 1835.

#### Pyramide des âges
La population de la commune est relativement jeune.
En 2018, le taux de personnes d'un âge inférieur à 30 ans s'élève à 30,9 %, soit en dessous de la moyenne départementale (37,3 %). À l'inverse, le taux de personnes d'âge supérieur à 60 ans est de 20,9 % la même année, alors qu'il est de 22,8 % au niveau départemental.
En 2018, la commune comptait 71 hommes pour 68 femmes, soit un taux de 51,08 % d'hommes, largement supérieur au taux départemental (48,89 %).
Les pyramides des âges de la commune et du département s'établissent comme suit.
| Hommes | Classe d’âge | Femmes |
| ------ | ------------ | ------ |
| 0,0    | 90 ou +      | 0,0    |
| 2,8    | 75-89 ans    | 2,9    |
| 19,7   | 60-74 ans    | 16,2   |
| 31,0   | 45-59 ans    | 25,0   |
| 21,1   | 30-44 ans    | 19,1   |
| 11,3   | 15-29 ans    | 13,2   |
| 14,1   | 0-14 ans     | 23,5   |

| Hommes | Classe d’âge | Femmes |
| ------ | ------------ | ------ |
| 0,5    | 90 ou +      | 1,4    |
| 5,5    | 75-89 ans    | 7,6    |
| 15,6   | 60-74 ans    | 16,3   |
| 20,8   | 45-59 ans    | 20     |
| 19,4   | 30-44 ans    | 19,4   |
| 17,6   | 15-29 ans    | 16,2   |
| 20,6   | 0-14 ans     | 19,1   |

## Culture locale et patrimoine

### Lieux et monuments
- Église Saint-Vaast, constituée d'une nef d'origine romane, très réparée précédent le chœur du XVIe siècle, et un agrandissement de la nef vers l'ouest réalisé sans doute peu après, celle-ci étant surmontée en son milieu d'un petit clocher en charpente et ardoises. Le mur mur nord de la nef est resté en silex avec, au centre, une fenêtre en plein cintre romane datable sans doute du XIIe siècle : L'église, ruinée après les conflits des XIVe et XVe siècles est dotée d'un nouveau chœur au XVIe siècle alors que la nef, à la charge des paroissiens, est simplement réparée. Ce nouveau chœur est constitué de deux travées droites suivies d'une abside à trois pans, construit en grès et silex, appareillés en damier, pour les murs, et la pierre calcaire pour les fenêtres, qui conservent un  beau réseau flamboyant.
Ce chœur est remarquable par sa charpente, l'une des plus belles de la région, en forme de carène de bateau  et dépourvue de tirants et de poinçons, avec ses bardeaux en bois d'origine dont les couvre-joints sont décorés de boutons de fleurs. Les sablières sont richement ornées, avec une polychromie peut-être d'origine constituant un décor raffiné  où se mêlent des serpents, des cornes d'abondance, des cygnes, des visages…dans un style qui est déjà celui de la Renaissance. On note également la présence de dix blochets remarquables qui représentent des têtes ou des bustes parfois caricaturés. La charpente de la nef est, elle, plus simple. Également en forme de carène, elle comprend deux tirants, dont celui de la limite du chœur constitue une poutre de gloire[30].

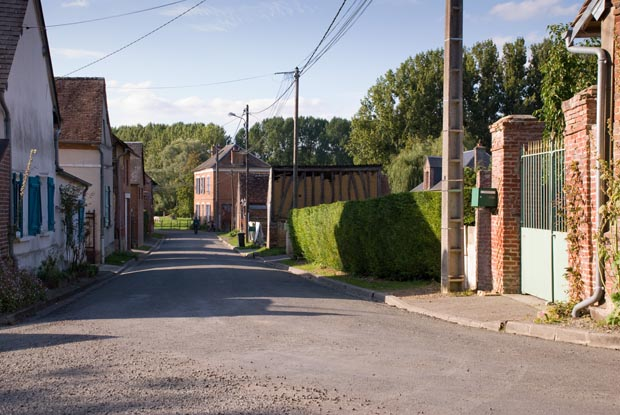
La rue principale.
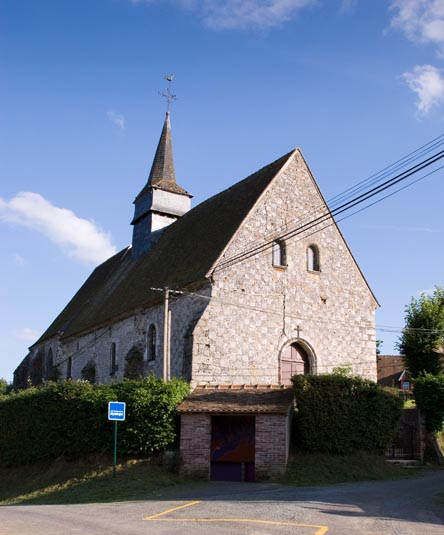
L'église.

## Pour approfondir